# فلم فنون قتالية

فيلم دخول التنين بطولة بروس لي

فيلم فنون قتالية هو نوع أفلام فنّي متدرج من أفلام الحركة، حيث يحتوي على الكثير من الفنون القتالية والكثير من القتال. الهدف الرئيسي لهذا النوع من الأفلام هو الترفيه. أفلام الفنون القتالية عامةً تتضمن القتال-يدا-ليد، وحركاتٍ خطرةٍ، وملاحقات وقتالات بالمسدسات.

## النمط
في الغالب تكون هذه الأفلام تتمحور حول بطل من أصل وضيع الذي يغلب أحد المقاتلين من الطبقة الرفيعة لكن بعضها ذو قصصٍ مختلفة مثل "NEVER BACK DOWN" الذي تتمحور قصته حول معلم فنون قتالية في الجزء الأول والثاني من الفيلم ومقاتل سابق، أما في الجزء الثالث من الفيلم فهو عن أحد المقاتلين القدامى الذي ينازل مكان صديقه المصاب ليهزم مقاتلاً بطول سبعة أقدام.
أما البعض فيتحدث عن عملاء سابقين للجيش الأمريكي أو وكالة الاستخبارات المركزية مثل " FALCON RISING" و " WELCOME TO SUDDEN DEATH".
أما البعض الأخر فيكون كوميدياً إضافةً إلى القتال وهي السمة الغالبة على أفلام الممثلين ذا روك وجاكي شان.

## أهم الممثلين في هذا المجال وأهم أعمالهم
- بروس لي: «الرئيس الكبير» و «لعبة الموت» و «قبضة الغضب».
- جاكي شان: سلسلة ساعة الذروة و ? WHO AM I و THE MEDALLION.
- جيت لي: THE ONE و HERO و ONCE UPON A TIME IN CHINA.
- جيسون ستاثام: سلسلة FAST AND FURIOUS و THE TRANSPORTER و WARTH OF MAN.
- سكوت آدكنز: سلسلة UNDISPUTED و AVENGEMENT و NINJA 2.
- كيانو ريفز: سلسلة جون ويك و THE MATREX و KNOCK KNOCK.
- دوني ين: سلسلة IP MAN و KUNG FU KILLER و FLASH POINT.
- مايكل جاي وايت: سلسلة NEVER BACK DOWN والأسلحة والتكتيكات الخاصة و THE HARD WAY.
- داوين جونسون: سلسلة FAST AND FURIOUS و CENTERAL INTELLIGENCE وسلسلة JUMANJI
- توني جى: سلسلة ONG BAK وسلسلة THE PROTECTOR و SKIN TRADE.
- فاندام: 6 BULLETS و BLACK WATER و THE HARD CROPS.

## أكثر أفلام الفنون القتالية تحقيقًا للأرباح[4]
- ساعة الذروة 2 (2001)، بطولة: جاكي شان وكريس توكر، أرباحه: 347.3 مليون دولار.
- فتى الكاراتيه (2010)، بطولة: جايدن سميث وجاكي شان، أرباحه: 359.1 مليون دولار.
- ذا لاست إيربندر (2010)، بطولة: نوح رينجر، أرباحه: 319.7 مليون دولار.
- النمر الرابض والتنين الخفي (2000)، بطولة: يون فات تشاو، زيي تشانغ وميشيل يوه، أرباحه: 213.5 مليون دولار.
- ذا لاست ساموراي (2003)، بطولة: توم كروز، أرباحه: 456.8 مليون دولار.
- اقتل بيل الجزء 1 (2003)، بطولة: كونتين تارانتينو، أرباحه: 180.9 مليون دولار.
- (2003) ذا ماتريكس 2 بطولة: كيانو ريفز، أرباحه 741.8 مليون دولار.[5]
- المهمة المستحيلة 2 (2000) بطولة: توم كروز، أرباحه: 546.3 مليون دولار.